# Uruguay op het wereldkampioenschap voetbal 1970
Uruguay was een van de deelnemende landen aan het wereldkampioenschap voetbal 1970 in Mexico. Het was de zesde deelname voor het land aan een wereldkampioenschap. Uruguay geraakte tot in de halve finales, waarin Brazilië met 1-3 te sterk was. In de wedstrijd voor brons tegen West-Duitsland verloor Uruguay. Uruguay werd vierde op het WK, het beste resultaat sinds 1954.

## Kwalificatie

### Groep 3
Uruguay leek met Chili een geduchte tegenstander in de kwalificatie te hebben maar plaatste zich met ruim verschil voor de eindronde.
| Pos | Land    | Wed | Win | Gel | Ver | DV | DT | +/− | Pnt |
| --- | ------- | --- | --- | --- | --- | -- | -- | --- | --- |
| 1.  | Uruguay | 4   | 3   | 1   | 0   | 5  | 0  | +5  | 7   |
| 2.  | Chili   | 4   | 1   | 2   | 1   | 5  | 4  | +1  | 4   |
| 3.  | Ecuador | 4   | 0   | 1   | 3   | 2  | 8  | –6  | 1   |

|             |         |                      |         |                                                               |
| 6 juli 1969 | Ecuador | 0 – 2                | Uruguay | Guayaquil, Ecuador Scheidsrechter: Romualdo Arppi Filho (BRA) |
| 6 juli 1969 |         | 31' Bareño 60' Zubía |         | Guayaquil, Ecuador Scheidsrechter: Romualdo Arppi Filho (BRA) |

|              |       |       |         |                                                 |
| 13 juli 1969 | Chili | 0 – 0 | Uruguay | Santiago, Chili Scheidsrechter: Bossolino (ARG) |
| 13 juli 1969 |       |       |         | Santiago, Chili Scheidsrechter: Bossolino (ARG) |

|              |             |       |         |                                                  |
| 20 juli 1969 | Uruguay     | 1 – 0 | Ecuador | Montevideo, Uruguay Scheidsrechter: Osorio (PAR) |
| 20 juli 1969 | Ancheta 76' |       |         | Montevideo, Uruguay Scheidsrechter: Osorio (PAR) |

|                  |                      |       |       |                                                   |
| 10 augustus 1969 | Uruguay              | 2 – 0 | Chili | Montevideo, Uruguay Scheidsrechter: Marques (BRA) |
| 10 augustus 1969 | Cortés 44' Rocha 90' |       |       | Montevideo, Uruguay Scheidsrechter: Marques (BRA) |

## Toernooi

### Groepsfase
Uruguay versloeg Israël met 2-0, een goed start aan het WK voor Uruguay. De wedstrijd tegenover Italië, dat net als Uruguay niet bekend stond als spectaculair team en catenaccio-voetbal gebruikte, weigerde het publiek de bal opnieuw in het veld te brengen uit onvrede over het vertoonde spel, het werd uiteindelijk 0-0. Een laat doelpunt van Zweden zorgde ervoor dat Zweden 1-0 won van Uruguay. Uruguay ging door naar de kwartfinale omdat het een beter doelsaldo had dan Zweden. In totaal werden er zes goals gescoord in deze groep, het laagste ooit in een kwalificatiegroep.
| Land    | Wed | Win | Gel | Ver | DV | DT | +/− | Pnt |
| ------- | --- | --- | --- | --- | -- | -- | --- | --- |
| Italië  | 3   | 1   | 2   | 0   | 1  | 0  | 1   | 4   |
| Uruguay | 3   | 1   | 1   | 1   | 2  | 1  | 1   | 3   |
| Zweden  | 3   | 1   | 1   | 1   | 2  | 2  | 0   | 3   |
| Israël  | 3   | 0   | 2   | 1   | 1  | 3  | -2  | 2   |

|                                              |                        |                  |        |                                                                                             |
| 2 juni 1970 «onderlinge duels» 16:00 (UTC−6) | Uruguay                | 2 – 0            | Israël | Estadio Cuauhtémoc, Puebla Toeschouwers: 20.654 Scheidsrechter: Bobby Davidson ( Schotland) |
| 2 juni 1970 «onderlinge duels» 16:00 (UTC−6) | Maneiro 23' Mujica 50' | wedstrijdverslag |        | Estadio Cuauhtémoc, Puebla Toeschouwers: 20.654 Scheidsrechter: Bobby Davidson ( Schotland) |

|                                              |                  |       |        |                                                                                                 |
| 6 juni 1970 «onderlinge duels» 16:00 (UTC−6) | Uruguay          | 0 – 0 | Italië | Estadio Cuauhtémoc, Puebla Toeschouwers: 29.968 Scheidsrechter: Rudi Glöckner ( Oost-Duitsland) |
| 6 juni 1970 «onderlinge duels» 16:00 (UTC−6) | Wedstrijdverslag |       |        | Estadio Cuauhtémoc, Puebla Toeschouwers: 29.968 Scheidsrechter: Rudi Glöckner ( Oost-Duitsland) |

|                                               |         |                  |           | |
| 10 juni 1970 «onderlinge duels» 16:00 (UTC−6) | Uruguay | 0 – 1            | Zweden    | Estadio Cuauhtémoc, Puebla Toeschouwers: 18.163 Scheidsrechter: Henry Landauer ( Verenigde Staten) |
| 10 juni 1970 «onderlinge duels» 16:00 (UTC−6) |         | Wedstrijdverslag | Grahn 90' | Estadio Cuauhtémoc, Puebla Toeschouwers: 18.163 Scheidsrechter: Henry Landauer ( Verenigde Staten) |

### Kwartfinale
Uruguay scoorde pas in de 117e minuut en ging door naar de halve finale.
|                                               |             |                  |                |                                                                                              |
| 14 juni 1970 «onderlinge duels» 12:00 (UTC−6) | Sovjet-Unie | 0 – 1 (nv)       | Uruguay        | Estadio Azteca, Mexico-Stad Toeschouwers: 26.085 Scheidsrechter: Lau van Ravens ( Nederland) |
| 14 juni 1970 «onderlinge duels» 12:00 (UTC−6) |             | wedstrijdverslag | Espárrago 117' | Estadio Azteca, Mexico-Stad Toeschouwers: 26.085 Scheidsrechter: Lau van Ravens ( Nederland) |

### Halve finale
Brazilië had het in de eerste helft erg moeilijk met het sterk verdedigende Uruguay. De aanvallers kwam er niet doorheen en door een bekende misser van de matige Braziliaanse verdediging en keeper Felix kwam Uruguay op een 1-0 voorsprong door een goal van Cubilla. Vlak voor rust maakte Clodoaldo gelijk. In de tweede helft domineerden de Brazilianen zoals in al hun wedstrijden en wonnen met 3-1 door goals van Jairzinho en Rivelino. Legendarisch was de wedstrijd geworden door een historisch geworden "dummy" van Pelé, die via een misleiding zonder de bal te raken keeper Mazurkiewicz de andere kant opstuurde, Pelé miste echter. Uruguay kon zich niet voor een derde keer plaatsen voor een WK-finale.
|                                               |             |                  |                                          | |
| 17 juni 1970 «onderlinge duels» 16:00 (UTC−6) | Uruguay     | 1 – 3            | Brazilië                                 | Estadio Jalisco, Guadalajara Toeschouwers: 51.261 Scheidsrechter: José María Ortiz de Mendibil ( Spanje) |
| 17 juni 1970 «onderlinge duels» 16:00 (UTC−6) | Cubilla 19' | wedstrijdverslag | Clodoaldo 44' Jairzinho 76' Rivelino 89' | Estadio Jalisco, Guadalajara Toeschouwers: 51.261 Scheidsrechter: José María Ortiz de Mendibil ( Spanje) |

### Troostfinale
West-Duitsland won zonder Beckenbauer met 1-0 van Uruguay en pakte de derde plaats.
|                                               |         |                  |                |                                                                                               |
| 20 juni 1970 «onderlinge duels» 16:00 (UTC−6) | Uruguay | 0 – 1            | West-Duitsland | Aztekenstadion, Mexico-Stad Toeschouwers: 104.403 Scheidsrechter: Antonio Sbardella ( Italië) |
| 20 juni 1970 «onderlinge duels» 16:00 (UTC−6) |         | wedstrijdverslag | Overath 26'    | Aztekenstadion, Mexico-Stad Toeschouwers: 104.403 Scheidsrechter: Antonio Sbardella ( Italië) |

AUF · A-internationals · Selecties · Bondscoaches · Uruguayaans vrouwenelftal · Olympisch elftal · Uruguay U21 · Uruguay U20 · Uruguay U19 · Uruguay U18 · Uruguay U17
1900 – 1909 ·
1910 – 1919 ·
1920 – 1929 ·
1930 – 1939 ·
1940 – 1949 ·
1950 – 1959 ·
1960 – 1969 ·
1970 – 1979 ·
1980 – 1989 ·
1990 – 1999 ·
2000 – 2009 ·
2010 – 2019 ·
2020 – 2029
WK 1930 · 
WK 1950 · 
WK 1954 · 
WK 1962 · 
WK 1966 · 
WK 1970 ·
WK 1974 · 
WK 1986 · 
WK 1990 · 
WK 2002 · 
WK 2010 · 
WK 2014 · 
WK 2018
OS 1924 · 
OS 1928 ·
OS 2012
1902 · 
1903 · 
1904 · 
1905 · 
1906 · 
1907 · 
1908 · 
1909 ·
1910 · 
1911 · 
1912 · 
1913 · 
1914 · 
1915 · 
1916 · 
1917 · 
1918 · 
1919 ·
1920 · 
1921 · 
1922 · 
1923 · 
1924 · 
1925 · 
1926 · 
1927 · 
1928 · 
1929 ·
1930 · 
1931 · 
1932 · 
1933 · 
1934 · 
1935 · 
1936 · 
1937 · 
1938 · 
1939 ·
1940 · 
1941 · 
1942 · 
1943 · 
1944 · 
1945 · 
1946 · 
1947 · 
1948 · 
1949 ·
1950 · 
1951 · 
1952 · 
1953 · 
1954 · 
1955 · 
1956 · 
1957 · 
1958 · 
1959 ·
1960 · 
1961 · 
1962 · 
1963 · 
1964 · 
1965 · 
1966 · 
1967 · 
1968 · 
1969 ·
1970 · 
1971 · 
1972 · 
1973 · 
1974 · 
1975 · 
1976 · 
1977 · 
1978 · 
1979 ·
1980 · 
1981 · 
1982 · 
1983 · 
1984 · 
1985 · 
1986 · 
1987 · 
1988 · 
1989 ·
1990 ·
1991 · 
1992 · 
1993 · 
1994 · 
1995 · 
1996 · 
1997 · 
1998 · 
1999 · 
2000 · 
2001 · 
2002 · 
2003 · 
2004 · 
2005 · 
2006 · 
2007 · 
2008 · 
2009 · 
2010 · 
2011 · 
2012 · 
2013 · 
2014 · 
2015 · 
2016 ·
2017 ·
2018 ·
2019 ·
2020 ·
2021 ·
2022 ·
2023 ·
2024
Algerije ·
Angola ·
Argentinië ·
Australië ·
België ·
Bolivia ·
Brazilië ·
Bulgarije ·
Canada ·
Chili ·
China ·
Colombia ·
Costa Rica ·
Cuba ·
DDR ·
Denemarken ·
Duitsland ·
Ecuador ·
Egypte ·
Engeland ·
Estland ·
 Finland ·
Frankrijk ·
Georgië ·
Ghana ·
Guatemala ·
Haïti ·
Honduras ·
Hongarije ·
Ierland ·
India ·
Indonesië ·
Irak ·
Iran ·
Israël ·
Italië ·
Ivoorkust ·
Jamaica ·
Japan ·
Joegoslavië ·
Jordanië ·
Libië ·
Luxemburg ·
Maleisië ·
Mexico ·
Marokko ·
Nederland ·
Nicaragua ·
Nieuw-Zeeland ·
Nigeria ·
Noord-Ierland ·
Noorwegen ·
Oekraïne ·
Oezbekistan ·
Oman ·
Oostenrijk ·
Panama ·
Paraguay ·
Peru ·
Polen ·
Portugal ·
Roemenië ·
Rusland ·
Saarland ·
Saoedi-Arabië ·
Schotland ·
Senegal ·
Servië & Montenegro ·
Singapore ·
Slovenië ·
Sovjet-Unie ·
Spanje ·
Tahiti ·
Thailand ·
Trinidad en Tobago · 
Tsjechië ·
Tsjecho-Slowakije ·
Tunesië · 
Turkije ·
Venezuela ·
Verenigde Arabische Emiraten ·
Verenigde Staten ·
Wales ·
Zuid-Afrika ·
Zuid-Korea ·
Zweden ·
Zwitserland
Argentinië (1986) ·
België (1990) ·
Brazilië (1950) · 
Colombia (2014) ·
Costa Rica (2014) ·
Denemarken (1986) ·
Denemarken (2002) ·
Duitsland (2010) ·
Egypte (2018) ·
Engeland (2014) ·
Frankrijk (2002) ·
Frankrijk (2010) ·
Frankrijk (2018) ·
Ghana (2010) ·
Italië (1990) ·
Italië (2014) ·
Mexico (2010) ·
Nederland (1974) ·
Nederland (2010) ·
Portugal (2018) ·
Rusland (2018) ·
Saoedi-Arabië (2018) ·
Schotland (1986) ·
Senegal (2002) ·
Spanje (1990) ·
West-Duitsland (1986) ·
Zuid-Afrika (2010) ·
Zuid-Korea (1990) ·
Zuid-Korea (2010)